# Manfred Hiemer
Manfred Hiemer (* 26. Juni 1961 in München; † 29. Juli 2023) war ein deutscher Rallyebeifahrer. Hiemer war einer der international erfahrensten Beifahrer aus Deutschland.

## Karriere
Sein Debüt als Beifahrer gab er bei der Rudolf-Diesel Rallye 1981 an der Seite von Michael Stock in einem BMW 1602. 1984 wechselte er in den Toyota Corolla GT (AE86) von Horst-Lars Müller, mit dem er bis 1986 in der Corolla-Trophy antrat. 1985 gewann dieses Team die Trophy, 1986 gab es viele Ausfälle und 1987 folgte bei der Rallye Monte Carlo der erste internationale Einsatz bei einer Weltmeisterschaftsrallye. Im selben Jahr schaffte Hiemer seinen Durchbruch als Beifahrer an der Seite von Jochi Kleint auf einem VW Golf GTI 16V (Gruppe A), mit dem er seine ersten drei von insgesamt 14 Siegen in der Deutschen Rallye-Meisterschaft (DRM) feierte. Nach einer zweiten Saison mit Kleint wechselte er für die Saisons 1989 und 1990 an die Seite von Harald Demuth auf einen Mitsubishi Galant VR-4 (Gr. A), mit dem Hiemer allerdings keine Rallye in der DRM gewinnen konnte.

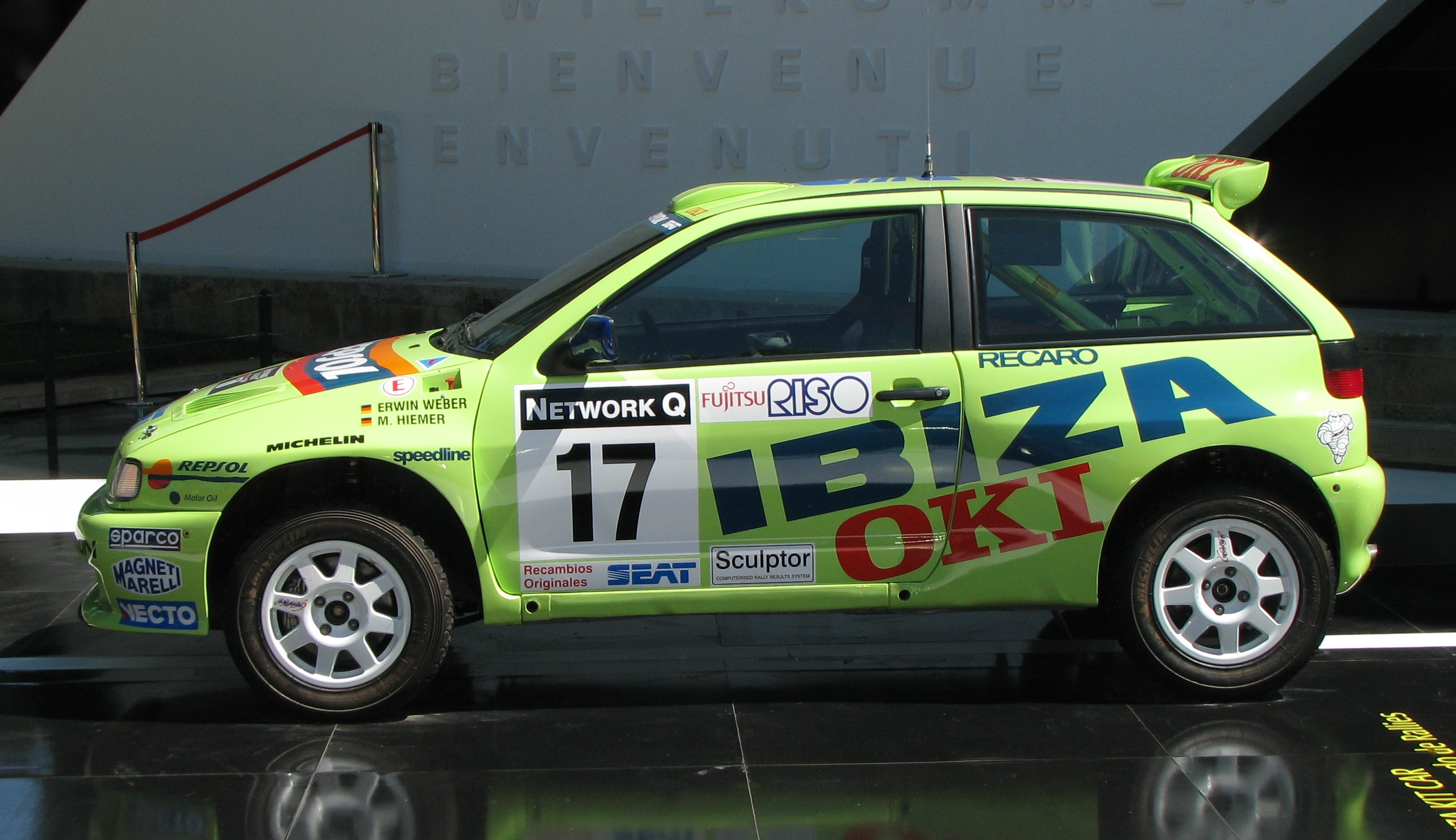
Seat Ibiza Kit Car von Weber-Hiemer für die RAC-Rallye 1996

Zur Saison 1991 gab es einen weiteren Wechsel an die Seite des bayrischen Fahrers Erwin Weber. Gleich in der ersten Saison mit einem VW Golf G60 Rallye (Gr. A) im Team von Volkswagen Motorsport gewann das Team vier Rallyes in der DRM, fiel bei keiner Veranstaltung aus und wurde Deutscher Rallyemeister 1991. Für die folgende Saison wechselten beide in das Importeur-Werkstam von Mitsubishi Motors Deutschland auf einen Mitsubishi Galant VR-4, gewannen sieben europäische Rallyes und wurden Rallye-Europameister 1992. Von 1994 bis 1997 unterstützten die beiden Seat Sport bei der Entwicklung des Seat Ibiza Kit Cars für die 2-Liter-Klasse (2-L WC (World Cup)) in der Rallye-Weltmeisterschaft. In dieser Wertungsklasse unterhalb der WRC-Fahrzeuge gelangen mehrere Podiumsplatzierungen und der Klassensieg bei der Rallye Akropolis 1995. Mit diesen Ergebnissen verhalfen Weber/Hiemer Seat zum Gewinn der Markenwertung im 2-L WC 1996 und 1997, in dem es keine Fahrerwertung gab.

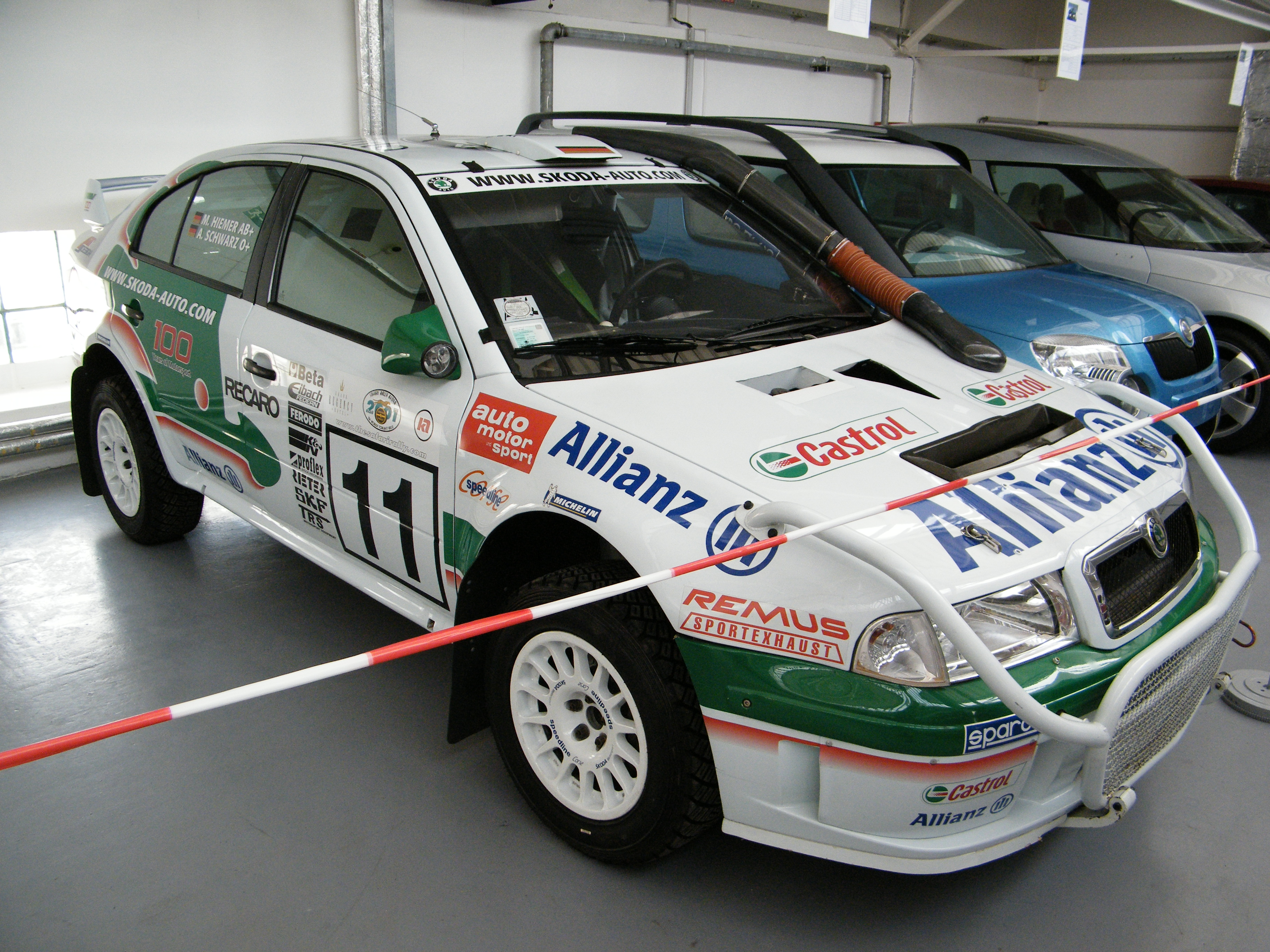
Škoda Octavia WRC von Schwarz-Hiemer bei der Safari-Rallye 2001

Nach dem Karriereende von Erwin Weber 1997 wechselte Manfred Hiemer zu Armin Schwarz in einen Ford Escort RS für die Saison 1998, mit dem er aber nur an einem WM-Lauf in dieser Saison teilnahm. In der Saison 1999 befand sich Hiemer in einer ähnlichen Situation wie schon 1994. Dieses Mal wurden die beiden von Škoda Motorsport engagiert, um ein WRC-Team aufzubauen und den Škoda Octavia WRC zu entwickeln. Nach einer ersten Entwicklungssaison mit vielen technischen Ausfällen folgten in der Saison 2000 einige Top-10-Platzierungen in der Rallye-Weltmeisterschaft und der Sieg bei der Semperit-Rallye, die zur Europameisterschaft zählte. 2001 gelang Hiemer mit dem 3. Platz bei der Safari Rallye die erste Podiumsplatzierung in der Weltmeisterschaft und zugleich auch die beste Platzierung für Škoda. Für die Saisons 2002 und 2003 wurden Schwarz/Hiemer von Hyundai Motorsport engagiert, zwei siebte Plätze waren das beste Ergebnis mit dem Hyundai Accent WRC. Für seine letzte Saison als Profibeifahrer wechselten Hiemer und Schwarz 2004 noch mal zurück zu Škoda, wo sie nochmals einen achten Platz einfahren konnten.
Hiemer bestritt insgesamt 67 Rallyes in der Weltmeisterschaft, nur Peter Dieckmann (68) und Klaus Wicha (88) haben unter den deutschen Beifahrern mehr Einsätze vorzuweisen. Nach der Rallye-Karriere gründete Hiemer die Firma e-mocom AG, die sich schon sehr früh mit der Elektromobilität beschäftigte. Er nahm nur noch sehr vereinzelt an Rallyes teil, seine letzte war die Eifel-Rallye 2019 mit Jochi Kleint. Im Juli 2023 starb Manfred Hiemer im Alter von 62 Jahren nach längerer Krankheit.

## Erfolge als Rallyebeifahrer
- 1985: Sieger Toyota Corolla Cup mit Horst-Lars Müller
- 1987: Sieger der Rallye Deutschland mit Jochi Kleint
- 1991: Deutscher Rallyemeister mit Erwin Weber
- 1992: Rallye-Europameister mit Erwin Weber
- 1995: Sieger in der 2-Liter-Kit-Car-Klasse (2-L WC) bei der Rallye Akropolis mit Erwin Weber
- 1996: Marken-World-Cup Sieger mit Seat
- 1997: Marken-World-Cup Sieger mit Seat
- 2001: 3. Platz bei der Safari-Rallye (WRC) mit Armin Schwarz, einziges WRC-Podium für Skoda